# Helix-loop-helix-Transkriptionsfaktoren
Helix-Loop-Helix-Transkriptionsfaktoren sind ein Strukturmotiv DNA-bindender Proteine, das aus einer kurzen α-Helix besteht, die durch eine flexible Schleife (engl. loop) mit einer zweiten längeren Helix verknüpft ist. Dieses HLH-Motiv unterscheidet sich vom Helix-Turn-Helix-Motiv. Aufgrund der Flexibilität des Loops kann sich eine Helix zurückfalten und sich gegen eine zweite legen, so dass sich die beiden Monomere zu einem Vier-Helix-Bündel zusammenlagern können und dadurch sowohl mit der DNA als auch untereinander in Wechselwirkung treten.
Fehlt einem HLH-Protein ein α-helicaler Fortsatz, der für die Interaktion mit der DNA verantwortlich ist, dann resultieren bei der Dimerisierung eines solchen Torso-Proteins mit einem intakten Protein inaktive HLH-Heterodimere, denen die Fähigkeit fehlt, an eine DNA fest zu binden. Solche Torso-Proteine im Überschuss können also eine Homodimerisierung intakter HLH-Proteine blockieren und dadurch eine Bindung an die DNA verhindern. Somit bietet der Mechanismus der Heterodimerisierung der Zelle einen Kontrollmechanismus zur Inaktivierung spezifischer Gen-Regulatorproteine.